# Varize (Eure-et-Loir)
Varize – miejscowość i gmina we Francji, w Regionie Centralnym, w departamencie Eure-et-Loir.
Według danych na rok 1990 gminę zamieszkiwało 180 osób, a gęstość zaludnienia wynosiła 13 osób/km² (wśród 1842 gmin Regionu Centralnego Varize plasuje się na 959. miejscu pod względem liczby ludności, natomiast pod względem powierzchni na miejscu 946.).